# CSS Winslow
El CSS Winslow, también conocido como Warren Winslow, anteriormente el vapor de río Joseph E. Coffee, también conocido como J. E. Coffee en Norfolk, fue comprado y equipado por el gobernador de Carolina del Norte después de que el estado se separara el 20 de mayo de 1861. El teniente T. M. Crossan, CSN, fue puesto al mando. El Winslow navegó frente a Hatteras Inlet, Carolina del Norte, en busca de barcos mercantes federales, llevándose varios premios, incluido el vapor de la Unión Itasca.
Cuando Carolina del Norte se unió a la Confederación en julio, su armada, compuesta por el Winslow, Ellis, Raleigh y Beaufort, fue entregada a la Armada de los Estados Confederados, y el Winslow continuó ganando premios en el área de Hatteras y la Costa de New Bern.
El Winslow llevó al Capitán S. Barren, comandante de Forts Hatteras y Clark y estuvo bajo fuego directo durante la batalla por los fuertes, el 28 y 29 de agosto de 1861, y escapó a Goldsboro con muchos heridos y refugiados justo antes de la caída de Hatteras.
El 7 de noviembre de 1861, cerca de Ocracoke Inlet, el Winslow se perdió cuando golpeó un casco hundido y luego su tripulación le prendió fuego.

## Capitanes[1]
- Teniente Thomas M. Crossan.
- Teniente Arthur Sinclair.
- Maestro Patrick McCarrick.

## Buques capturados
- Mary Alice y Priscilla, Julio de 1861.
- Transit, 15 de julio de 1861.
- Herbert, 18 de julio de 1861.
- Itasca, 4 de agosto de 1861.